# Yohkoh
Yohkoh (jap. ようこう, Yōkō; „Sonnenstrahl“) war ein Weltraumteleskop zur Sonnenbeobachtung.
Der Satellit wurde vom japanischen Institute of Space and Astronautical Science (ISAS) mit US-amerikanischer und britischer Beteiligung zunächst unter der Bezeichnung SOLAR-A entwickelt und am 30. August 1991 mit einer Mu-Rakete vom Kagoshima Space Center aus gestartet. Die Instrumente waren:
- Ein Teleskop für weiche Röntgenstrahlung (0,5 bis 2 keV).
- Ein Teleskop für harte Röntgenstrahlung (14 bis 93 keV).
- Ein breitbandiges Röntgen- und Gammaspektrometer.
- Ein hochauflösendes Bragg-Kristallspektrometer.

Yohkoh beobachtete die Sonne über fast einen gesamten Sonnenfleckenzyklus und nahm in dieser Zeit mehrere Millionen Röntgenbilder auf. Die Mission endete durch ein Lageregelungsproblem am 14. Dezember 2001, in dessen Folge die Batterien der Stromversorgung erschöpft wurden. Der Wiedereintritt in die Erdatmosphäre erfolgte am 12. September 2005.